# Бетані Барретт
Бетані Барретт (англ. Bethany Barratt; нар. 18 серпня 1972) — американський політолог, дослідниця прав людини та впливу на них зовнішньої політики; професор політології в Університеті імені Франкліна Рузвельта (Чикаго, штат Іллінойс).
У 2011 році — співорганізатор фотовиставки «The Innocents: Headshots», яка показала 45 випадків порушень прав людини. Нині Барретт є директором Проекту з прав людини імені Джозефа Лаунді.

## Праці
- Права людини та іноземна допомога: За любов або гроші?"(англ. Human Rights and Foreign Aid: For Love or Money?) (2007)[4] *"Громадська думка і міжнародне втручання: Уроки війни в Іраці" (англ. Public Opinion and International Intervention: Lessons from the Iraq War) (2011)[5]
- «Політика Гаррі Поттера» (англ. The Politics of Harry Potter) (2011)[6]
- «Права людини 9/11: з першоджерел» (англ. Human Rights Since 9/11: A Sourcebook)[7], статті в журналах.